# Bythinella roubionensis
Bythinella roubionensis е вид коремоного от семейство Hydrobiidae. Видът е уязвим и сериозно застрашен от изчезване.

## Разпространение
Разпространен е във Франция.